# Черниш Савелій Петрович
Саве́лій Петро́вич Черниш (15 травня 1913, село Шпичинці, тепер Бердичівського району Житомирської області — 2003) — український радянський діяч, секретар Сумського обласного комітету КПУ.

## Біографія
З 1933 по 1935 рік — у Червоній армії.
Член ВКП(б) з 1939 року.
У 1939 році закінчив Сумське артилерійське училище. Учасник радянсько-фінської війни в 1939—1940 роках, служив старшим політруком 7-ї армії. Учасник німецько-радянської війни з 1941 року. Служив старшим інструктором політичного управління Ленінградського фронту, працював помічником начальника політичного управління Карельського фронту по роботі серед комсомольців. Був важко контужений, на два місяці втратив зір, на чотири місяці слух; лікувався в госпіталі в Архангельському під Москвою. Потім — на політичній роботі в 123-й стрілецькій дивізії; начальник політичного відділу в 12-й окружній школі стрільців Південноуральського військового округу.
Після демобілізації перебував на відповідальній партійній роботі.
До 13 грудня 1955 року — завідувач відділу партійних органів Сумського обласного комітету КПУ.
13 грудня 1955 — 21 січня 1963 року — секретар Сумського обласного комітету КПУ.
23 січня 1963 — 4 грудня 1964 року — секретар Сумського промислового обласного комітету КПУ і голова Сумського промислового обласного комітету партійно-державного контролю. Одночасно, в січні 1963 — грудні 1964 року — заступник голови виконавчого комітету Сумської промислової обласної ради депутатів трудящих.
4 грудня 1964 — лютий 1966 року — секретар Сумського обласного комітету КПУ. Одночасно, в грудні 1964 — грудні 1965 року — заступник голови виконавчого комітету Сумської обласної ради депутатів трудящих та голова Сумського обласного комітету партійно-державного контролю.
У грудні 1965 — 1969 року — голова Сумського обласного комітету народного контролю. Звільнений з посади «за станом здоров'я».
Подальша доля невідома. Помер у 2003 році.

## Звання
- старший політрук
- старший батальйонний комісар
- підполковник
- полковник

## Нагороди
- орден Червоного Прапора (11.04.1940)
- орден Трудового Червоного Прапора (26.02.1958)
- орден Червоної Зірки (22.02.1943)
- ордени
- медаль «За оборону Ленінграда»
- медаль «За перемогу над Німеччиною у Великій Вітчизняній війні 1941—1945 рр.» (1945)
- медалі